# Fournes-en-Weppes
Fournes-en-Weppes – miejscowość i gmina we Francji, w regionie Hauts-de-France, w departamencie Nord.
Według danych na rok 1990 gminę zamieszkiwało 1925 osób, a gęstość zaludnienia wynosiła 234 osób/km² (wśród 1549 gmin regionu Nord-Pas-de-Calais Fournes-en-Weppes plasuje się na 374. miejscu pod względem liczby ludności, natomiast pod względem powierzchni na miejscu 438.).